# Shanieka Ricketts
Pour les articles homonymes, voir Ricketts.
Shanieka Ricketts (née Thomas le 2 février 1992 à Morant Bay) est une athlète jamaïcaine, spécialiste du triple saut.

## Biographie
Elle débute l'athlétisme en 2003.

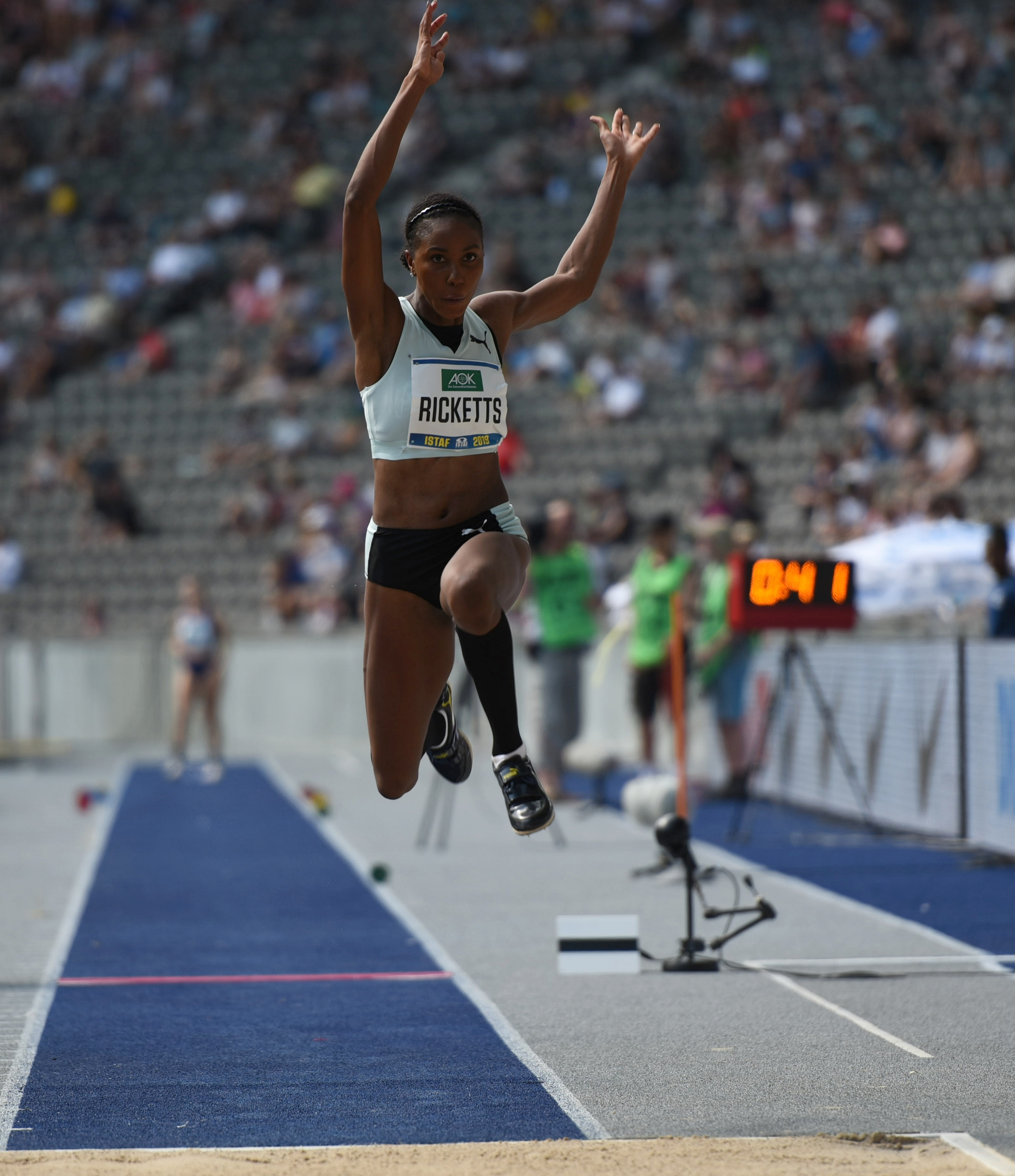
Ricketts, 2019

En 2015, elle remporte le titre des championnats NACAC à San José au Costa Rica, en établissant un nouveau record personnel en 14,23 m. Elle atteint la finale des championnats du monde 2015 à Pékin.
Le 19 mars 2016, Thomas se classe 8e de la finale des championnats du monde en salle de Portland avec 13,95 m. Le 2 avril, en plein air, la Jamaïcaine porte son record personnel à 14,57 m, vent défavorable (- 1,1 m/s), nouvelle meilleure performance mondiale 2016. Le 2 juin suivant, elle se classe 3e du Golden Gala de Rome avec 14,46 m, derrière Olga Rypakova (14,51 m) et Caterine Ibargüen (14,78 m). Le 10 juin 2017, lors du meeting du jubilé d'Usain Bolt à Kingston, Ricketts s'impose avec 14,31 m.
Le 30 août 2018, la Jamaïcaine prend la deuxième place des finales de la Ligue de Diamant à Zurich avec un bond à 14,55 m, un centimètre de moins que la Colombienne Caterine Ibargüen mais huit centimètres de mieux que sa compatriote Kimberly Williams.
Le 9 août 2019, elle remporte la médaille d'argent des Jeux panaméricains de Lima avec 14,77 m, record personnel, après avoir égalé son précédent record personnel de 14,76 m au 2e et 3e essai. Elle est battue par Yulimar Rojas, auteure de 15,11 m. Le 29 août, elle bat son record personnel avec un saut à 14,93 m et s'adjuge la victoire lors des finales de la Ligue de Diamant à Zurich, devançant Yulimar Rojas et la Cubaine Liadagmis Povea.
Le 5 octobre 2019, elle devient vice-championne du monde du triple saut aux championnats du monde de Doha grâce à un meilleur saut à 14,92 m. Elle devance la double championne du monde colombienne Caterine Ibargüen mais est à nouveau battue par Yulimar Rojas qui écrase la concurrence avec un saut à 15,37 m.
Elle remporte la médaille d'argent aux championnats du monde 2022, à Eugene, devancée par Yulimar Rojas.
Le 19 juillet 2024, elle est nommée porte-drapeau de la Jamaïque aux Jeux olympiques d'été de 2021 aux côtés du nageur Josh Kirlew.

## Vie privée
Elle se marie avec son entraîneur Kerry-Lee Ricketts le 18 juin 2016.

## Palmarès
| Date | Compétition                    | Lieu             | Résultat | Marque  |
| ---- | ------------------------------ | ---------------- | -------- | ------- |
| 2013 | Universiade                    | Kazan            | 6e       | 13,53 m |
| 2014 | Jeux du Commonwealth           | Glasgow          | 4e       | 13,85 m |
| 2015 | Jeux panaméricains             | Toronto          | 9e       | 13,74 m |
| 2015 | Championnats NACAC             | San José         | 1re      | 14,23 m |
| 2015 | Championnats du monde          | Pékin            | 11e      | 14,08 m |
| 2016 | Championnats du monde en salle | Portland         | 8e       | 13,95 m |
| 2017 | Championnats du monde          | Londres          | 8e       | 14,13 m |
| 2018 | Championnats du monde en salle | Birmingham       | 10e      | 13,93 m |
| 2018 | Jeux du Commonwealth           | Gold Coast       | 2e       | 14,54 m |
| 2018 | Coupe du monde                 | Londres          | 1re      | 14,61 m |
| 2018 | Championnats NACAC             | Toronto          | 1re      | 14,25 m |
| 2018 | Ligue de diamant               | Ligue de diamant | 2e       | 14,55 m |
| 2019 | Jeux panaméricains             | Lima             | 2e       | 14,77 m |
| 2019 | Ligue de diamant               | Ligue de diamant | 1re      | 14,93 m |
| 2019 | Championnats du monde          | Doha             | 2e       | 14,92 m |
| 2021 | Jeux olympiques                | Tokyo            | 4e       | 14,84 m |
| 2022 | Championnats du monde          | Eugene           | 2e       | 14,89 m |
| 2022 | Jeux du Commonwealth           | Birmingham       | 1re      | 14,94 m |
| 2023 | Championnats du monde          | Budapest         | 4e       | 14,93 m |
| 2023 | Ligue de diamant               | Ligue de diamant | 2e       | 15,03 m |
| 2024 | Jeux olympiques                | Paris            | 2e       | 14,87 m |

## Records
| Épreuve     | Épreuve   | Marque  | Lieu        | Date              |
| ----------- | --------- | ------- | ----------- | ----------------- |
| Triple saut | Plein air | 15,03 m | Eugene      | 16 septembre 2023 |
| Triple saut | En salle  | 14,08 m | Albuquerque | 8 février 2013    |